# Siler collingwoodi
Siler collingwoodi is een spinnensoort in de taxonomische indeling van de springspinnen (Salticidae).
Het dier behoort tot het geslacht Siler. De wetenschappelijke naam van de soort werd voor het eerst geldig gepubliceerd in 1871 door Octavius Pickard-Cambridge.
De spin heeft een lijf met felle kleuren; de mannetjes zijn cyaanblauw met rode vlekken, de vrouwtjes hebben de kleuren blauw-met-rood of zij hebben een goudkleur. Deze kleuren zijn mimicri, waardoor de spinnen lijken op plantensoorten waar ze tussen leven, Ixora chinensis - een plant met rode bloemen - en Carmona microphylla - een plant met glanzende bladeren die goudkleurig kunnen lijken.
Om te ontsnappen aan roofspringspinnen doen individuen van Siler collingwoodi het gedrag van mieren na, zo bleek uit Chinees onderzoek, gepubliceerd in 2023. Ze houden hun voorpoten omhoog, zodat deze lijken op de antennes van mieren, en ze imiteren de loop van mieren, onder andere door het achterlijf op en neer te bewegen. Daarbij proberen zij zich zo goed mogelijk aan te passen aan de soort mieren waarbij ze in de buurt zijn.